# Moritz Manfroni von Montfort

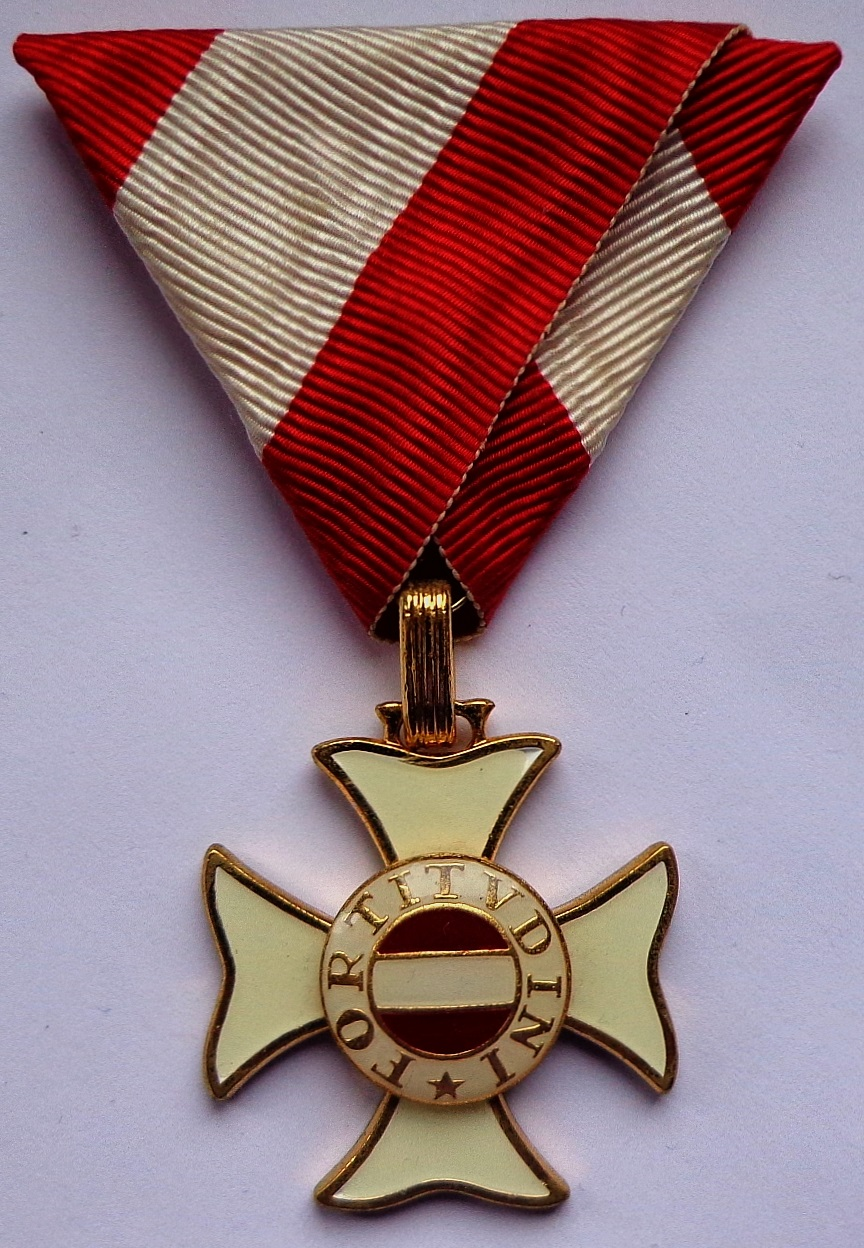
Ritterkreuz des Militär-Maria-Theresien-Ordens

Moritz Manfroni von Manfort (* 19. Oktober 1832 in Wien; † 5. September 1889 in Montebello di Trieste) war ein Admiral der österreichisch-ungarischen Marine.
Während des Krieges von 1866 kommandierte er erfolgreich im Range eines Korvettenkapitäns die Österreichische Gardaseeflotille. Am Ende des Krieges wurde er zum Fregattenkapitän befördert und für Tapferkeit mit dem Ritterkreuz des Militär-Maria-Theresien-Ordens ausgezeichnet. 
1874 änderte er, mit kaiserlicher Erlaubnis, den Namen von Monfroni de Montfort in Manfroni von Manfort. 1884 wurde er zum Konteradmiral und kurz vor seinem Tode 1889 zum Admiral befördert. 
Verheiratet war er mit der Angiolina Pagliaruzzi von Edelheim aus Triest.

## Auszeichnungen
- Ritterkreuz des Militär-Maria-Theresien-Ordens